# Камара на архитектите в България
Камарата на архитектите в България (КАБ) е професионалната организация на архитектите, ландшафтните архитекти и урбанистите в България. Създадена е по силата на Закона за камарите на архитектите и инженерите в инвестиционното проектиране (ЗКАИИП). Тя дава правоспособност за упражняване на професията „архитект“ в България въз основа на изискване за образование и проектантски стаж.

## История
Закон създава КАБ през 1937 г. с името „Инженерно-Архитектната Камара“. След вливане в Научно-технически съюз през 1949 г., КАБ се възстановява през 1991 г.
Председатели:
- От 2016 г. председател е Борислав Игнатов. По време на мандата му са въведени електронно гласуване, онлайн заседания и директни излъчвания на общите събрания на Камарата. Той е един от авторите и защитници на тезата, че Законът за устройство на територията трябва да бъде отменен и на негово място да се приеме кодекс.
- От 2020 г. за мандат до 2024 г. председател е Владимир Милков[2]

## Дейности
Дава „Български архитектурни награди".
За 2021 г.: Голямата награда получава Винарско имение „Драгомир“ по проект на арх. Тодор Обрешков и Zoom studio. Лозан Лозанов получава наградата за цялостно творчество.